# Ліпранді Павло Петрович
Па́вло Петро́вич Ліпра́нді (рос. Павел Петрович Липранди; нар. 15 січня 1796 — пом. 27 серпня 1864, Санкт-Петербург, Російська імперія) — російський генерал, герой Кримської війни. Брат Івана Ліпранді.

## Життєпис
Павло Петрович Ліпранді народився 15 січня 1796 року. З початком Французько-російської війни 1812 року відправився в діючу армію і намагався поступити в Охтирський 12-й гусарський полк, але йому довелося задовольнятися роллю волонтера при штабі 6-го корпусу (Дохтурова), в якому його брат, Іван Петрович, обіймав посаду обер-квартирмейстера.

### Франко-російська війна
Ліпранді брав участь у битвах при Тарутині, Малоярославці і Красним і, відмінно зарекомендував себе, у 1813 році був зарахований підпрапорщиком у Псковський мушкетерський полк. У рядах полку він брав участь в Закордонному поході проти французів, був у битвах при Кацбасі (за відмінність підвищений у прапорщики) і Дрездені; у 1814 році знаходився у битвах під Брієнном, під Ла-Рот'єре, Лаферте-су-Жоар, за яке підвищений був у підпоручики, при Монміралі, Битва при Шато-Т'єррі, Мері, Краоні, Лаоні, Суассоні і при узятті Парижу.
У 1816 році Ліпранді був призначений ад'ютантом начальника 16-ї дивізії генерала Тализіна; у 1818 році він був, вже в чині штабс-капітана, переведений у Лейб-гвардії гренадерський полк. У 1822 році перейшов в армію майором, з призначенням ад'ютантом до командира корпусу генерала Сабанєєва, з яким швидко зійшовся і через якого став відомий графові Михайлу Воронцову і Павлу Кисельову. Близьке спілкування з цими воєначальниками справило великий вплив на Ліпранді і проявилося згодом, коли він став командувати окремими частинами.

### Російсько-турецька війна
Перед початком війни 1828—1829 років з Османською імперією Ліпранді, що перебував ад'ютантом при начальнику штабу діючої армії генералові Кисельові, з наказу головнокомандувача відправився у фортецю Ісакча доставити паші звістку про оголошення війни; крім того, він мав таємне доручення оглянути укріплення цього пункту і дізнатися, чи не мають турки відомостей про рух нашої армії. Блискуче виконавши це доручення, він був відправлений до Галац з метою зібрати відомості про те, чи є зручні судна для перевезення військ з нагоди експедиції, що припустила, в Ісакчі; це доручення було ним виконано також успішно. У травні 1828 року Ліпранді брав участь в облозі і занятті фортеці Браїлова, а після переправи російських військ через Дунай посланий до генерала Рудзевичу з наказом взяти в облогу Ісакчи і зайняти дороги до Браїлова, Бабадагу і Тульчі.
8 липня він брав участь у битві при Шумені і за відмінність дарований був орденом Володимира 4-го ступеня з бантом. У 1829 році, будучи в чині підполковника, Ліпранді мав таємне доручення спостерігати за усім, що відбувалося в австрійських володіннях, і зібрати по усій межі Молдови найточніші відомості про дії австрійців. У 1830 році він управляв Сатуновським карантином, а з нагоди появи холери в Новоросійському краю був призначений головним начальником фортець Кінбурна і Очакова.

### Польське повстання
У 1831 році Ліпранді був командиром Єльського піхотного полку, з яким брав участь у придушенні Польського повстання 1830 року, перебуваючи спочатку в загоні генерала Рідигера для дії проти військ Юзефа Дверницького, потім при блокаді фортеці Замосття, де за відзнаку йому було надано звання полковник. Потім він брав участь при штурмі варшавських укріплень, де командував 1-ю бригадою 2-ї піхотної дивізії; коли був поранений генерал барон Гейсмар, Липранди прийняв командування всією штурмовою колоною і перший зійшов на вали укріплень № 54 і 22, за що був нагороджений орденом Святого Георгія.
|  | В подяку за проявлену мужність та хоробрість, 25 і 26 серпня 1831 року при штурмі варшавських укріплень |

Після підкорення Варшави він вступив в авангард генерал-лейтенанта Сіверса, переслідував бунтівників, що відступили в Люблін, і брав участь у блокаді цієї фортеці.
Після закінчення військових дій Ліпранді приступив до втілення в життя поліпшення солдатського побуту, які він розробляв спільно з генералами Сабанєєвим, Кисельовим і Воронцовим. Через два роки Єльський полк настільки виділився в усіх відношеннях, що Ліпранді 28 січня 1833 року був призначений флігель-ад'ютантом до Його Імператорської Величності, 1835 року йому був дарований майорат у Королівстві Польському. 26 березня 1839 року Ліпранді був підвищений у генерал-майори й отримав й командування гренадерський короля Фрідріха-Вільгельма III полк (згодом Лейб-гвардії Санкт-петербурзький), а в 1842 році призначений командиром Лейб-гвардії Семенівського полку, в 1844 році він був дарований орденом Святого Станіслава 1-го ступеня.
Продовжуючи діяльно піклуватися про поліпшення солдатського побуту, Ліпранді виробив особливу інструкцію ротному командирові по постачанню роти, прийняту потім до керівництва в усіх частинах гвардії, влаштував для полку на березі Крюкова каналу водопідіймальну вежу з фільтром і довів засоби полку до такого стану, що міг відмовитися від посилки солдатів на вільні роботи. За весь час свого 17-річного командування різними полками Ліпранді не заарештував жодного офіцера і не піддав тілесному покаранню жодного нижнього чину, довівши тим, що суворі способи командування, що панували у той час, були забобоном. У 1848 році Ліпранді був підвищений у генерал-лейтенанти і призначений начальником штабу Гренадерського корпусу, із зарахуванням по гвардійській піхоті і Генеральному штабу і в списки Лейб-гвардії Семенівського полку.

### Революція в Угорщині
З оголошенням у 1849 році військового походу в Угорщину, головнокомандувач граф Паскевич запропонував Ліпранді командування 12-ю піхотною дивізією, з якою останній і брав участь у військових діях.

### Кримська війна
Коли почалася Східна війна, Ліпранді був призначений начальником Мало-Валахського загону, для прикриття правого флангу Південної армії і охорони Малої Волощини. Поруч посилених рекогносцировок, а потім наступом усім загоном і заняттям з бою села Чепурчеї Ліпранді поклав край усім пошукам турок із Калафата, за ці справи він отримав орден Білого Орла з мечами. З Бессарабії дивізія Ліпранді була просунута форсованим маршем в Крим. Імператор Микола I рекомендував Ліпранді головнокомандувачеві в наступних виразах: «Генералові Ліпранді можна доручить окремий загін, і на нього можна сміливо покластися, як на досвідченого генерала». Ліпранді не забарився виправдати цю Найвищу рекомендацію в першій же самостійно веденій справі під Балаклавою, під час якої він сам був поранений осколком гранати в ногу, але залишився у строю. Потім Ліпранді брав участь у битвах при Інкермані і на Чорній річці.
У 1855 році Ліпранді отримав у командування 6-й піхотний корпус, але в 1856 році узяв безстрокову відпустку. Отримавши в 1858 році у спадок с. Єфім'єво Нижегородської губернії, і ставши поміщиком, Ліпранді негайно ж відпустив своїх селян на волю із землею. До 1859 року, по особистому бажанню імператора Олександра II, Ліпранді прийняв у командування 2-й піхотний корпус, розташований у Царстві Польському, але в 1861 році внаслідок незгоди в поглядах з намісником графом Ламбертом, був призначений членом Військової ради, а в 1862 році — інспектором військ.
Помер 27 серпня 1864 року, похований в Санкт-Петербурзі на Митрофанівському кладовищі.
За іншими даними був похований на Першому Християнському цвинтарі Одеси разом зі своїм братом Іваном Ліпранді. 1937 року комуністичною владою цвинтар було зруйновано. На його місці був відкритий «Парк Ілліча» з розважальними атракціонами. Нині достеменно відомо лише про деякі перепоховання зі Старого цвинтаря, а дані про перепоховання братів Ліпранді відсутні.